# 冥想 (細川俊夫)
冥想 -3月11日の津波の犠牲者に捧げる- (めいそう -3がつ11にちのつなみのぎせいしゃにささげる-、英: Meditation - to the victims of Tsunami 3.11 -)は日本の作曲家、細川俊夫が2012年に作曲した管弦楽作品である。

## 作曲の経緯
作品はトンヨン国際音楽祭からの委嘱を受け、また前年に発生した東日本大震災による津波の犠牲者への鎮魂曲として作曲された。

## 初演
世界初演は2012年3月23日に韓国のトンヨンで、トンヨン国際音楽祭の一環として、アレクサンダー・リープライヒの指揮、トンヨン・フェスティバル・オーケストラによって初演された。
日本初演は2015年7月4日に広上淳一の指揮、神奈川フィルハーモニー管弦楽団によって初演された。

## 編成
フルート2 (ピッコロ、アルト・フルート持ち替え)、オーボエ2 (イングリッシュホルン持ち替え)、クラリネット、バスクラリネット、ファゴット2、ホルン2、トランペット2、トロンボーン、バストロンボーン、バスドラム、タムタム、アンティーク・シンバル、ティンパニ上に乗せられた4台の磬子、ボンゴ4、ウッドブロック4、弦楽合奏

## 録音
- NAXOSレーベルから「細川俊夫作品集3」 - 準・メルクルの指揮、バスク国立管弦楽団の演奏で収録されている[3]。